# نوكاردية أنيقة
نوكاردية أنيقة (الاسم العلمي: Nocardia elegans) هي نوع من البكتيريا تتبع جنس النوكاردية من فصيلة النوكارديات.